# Hans Moritsch
Hans Moritsch (Viena, 26 de julho de 1924 – Viena, 12 de novembro de 1965) foi um médico e microbiologista austríaco. Foi um dos descobridores do vírus causador da encefalite do carrapato.
Filho do cirurgião e professor universitário Paul Moritsch. Após o serviço militar na Segunda Guerra Mundial começou em 1945 o estudo de medicina na Universidade de Viena, que completou com um doutorado em 1949. Continuou na Universidade de Viena, onde foi inicialmente docente de higiene e microbiologia, e em 1959 professor e diretor do Instituto de Higiene.
Moritsch explicou o desenvolvimento de meningoencefalite serosa no início do verão devido ao vírus da encefalite do carrapato. No outono de 1965 infectou-se espontaneamente com o vírus em laboratório e morreu algumas semanas depois. Seu túmulo honorário está localizado no Friedhof Mauer (Gruppe 46, Reihe 10, Nummer 11) em Viena. Em 1966 foi condecorado postumamente com o Anel Paracelso da Paracelsusring da cidade de Villach.

## Publicações selecionadas
- Hans Moritsch, Josef Krausler: Die endemischen Frühsommermenigoencephalitis im Wiener Becken (Schneider’sche Erkrankung). In: Wiener klinische Wochenschrift. Volume 69 (1957), p. 921–926.